# مايكل هايز (مصارع)
ميخائيل هايز (بالإنجليزية: Michael Hayes)‏ هو ملحن أمريكي، ولد في 29 مارس 1959 في بينساكولا في الولايات المتحدة.

## وصلات خارجية
- ميخائيل هايز على موقع CageMatch worker (الإنجليزية)
- ميخائيل هايز على موقع قاعدة بيانات المصارعة على الإنترنت (الإنجليزية)
- ميخائيل هايز على موقع عالم المصارعة على الإنترنت (الإنجليزية)
- ميخائيل هايز على موقع عالم المصارعة على الإنترنت (الإنجليزية)

- ميخائيل هايز على موقع IMDb (الإنجليزية)
- ميخائيل هايز على موقع ديسكوغز (الإنجليزية)
- ميخائيل هايز على موقع قاعدة بيانات الفيلم (الإنجليزية)

لم يتم العثور على روابط لمواقع التواصل الاجتماعي.